# Йозеф Ґергард Цуккаріні

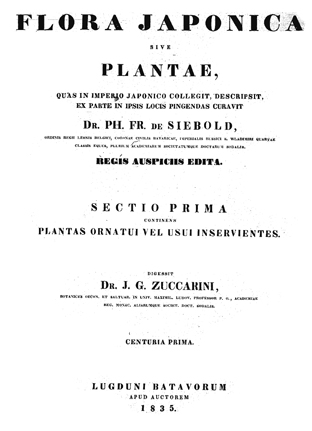
Титульний аркуш книги Зібольда та Цуккаріні Flora japonica

Йозеф Ґергард Цуккаріні (нім. Joseph Gerhard Zuccarini; 10 серпня 1797 — 18 лютого 1848) — німецький ботанік, професор ботаніки Мюнхенського університету.

## Біографія
Йозеф Ґергард Цуккаріні народився 10 серпня 1797 року у Мюнхені.
Вивчав медицину та природну історію в університеті Ерлангена (1815-1819) у Христіана Ніса фон Ізенбека. Після закінчення навчання повернувся у рідний Мюнхен, де почав роботу у ботанічному саду під керівництвом Франца Шранка.
Відомий своїми працями по флорі Далекого Сходу, особливо Японії, виданими спільно із Філіпом фон Зібольдом на підставі матеріалів, зібраних останнім; а також ботанічними описами рослин, зібраних у інших регіонах (зокрема, у Північній та Південній Америці).
У 1823 році обраний ад'юнктом Баварської Королівської академії наук та викладав ботаніку у Королівському ліцеї Мюнхена.
У 1824 році був обраний членом Німецької академії природодослідників «Леопольдина».
У 1824 році став читати лекції у Медико-хірургічному інституті у Мюнхені, у 1826-му призначений екстраординарним, а у 1835-му - ординарним професором сільськогосподарської та лісової ботаніки у Мюнхенському університеті.
У 1827 році обраний членом-кореспондентом, а у 1839 році - академіком Баварської академії наук.
У 1836 році, після смерті Шранка, зайняв місце хранителя ботанічного саду.
З 1820 описував і систематизував гербарій, зібраний у Бразилії Карлом фон Марціусом.
Йозеф Герхард Цуккаріні помер 18 лютого 1848 року у Мюнхені.

## Вшанування
У 1827 році Карл Людвіґ Блюме назвав рід рослин Цуккарінія (Zuccarinia) родини Маренові на його честь.

## Основні наукові праці
- Monographie der amerikanischen Oxalisarten // Denkschriften d. K. Bayer. Akad. d. Wissensch., 1825, том IV(нім.)
- Flora der Gegend von München, 1829(нім.)
- Nachtrag // Denkschriften d. K. Bayer. Akad. d. Wissensch. 1832, том X(нім.)
- Charakteristik der deutschen Holzgewächse im blattlosen Zustand, I—II, Мюнхен, 1829—1831)(нім.)
- Plantarum novarum vel minus cognitarum…, 1832—1845(лат.)
- Flora Japonica sive Plantae quas in imperio Japanico coll., descripsit, ex parte in ipsis locis pingendas cur. : [Lugduni Batavorum apud auctorem 1835-1870] / Ph. Fr. de Siebold. Sectio prima, continens plantas ornatui vel usui inservientes Digessit J. G. Zuccarini. Monimentum in memoriam Engelberti Kaempferi ; Caroli Petri Thunbergit in horto botanico insulae Dezima cura et sumptibus Ph. Fr. de Siebold positum 1826 (Лейден, 1835—1870) (у співаторстві із Зібольдом)(лат.)
- Florae Japoniae familiae naturales, 1843—1846 (у співаторстві із Зібольдом)(лат.)